# CH-901 (航空機)
CH-901は中国航天科技集団（CASC）によって開発された徘徊型兵器（無人航空機）。BG-201とも称される。

## 概要
歩兵による輸送・発射のみならず、航空機や車両、UAVなどからの発射にも対応している。2020年には、48基のCH-901発射装置が備えられたトラックが公開された。
また、2021年には、CH-901を発射可能なFH-97無人航空機が中国国際航空宇宙博覧会にて公開された。

## 運用
CH-901は発射管から3分で発射可能である。
発射後、時速180キロメートルでターゲットエリアに向かい、100メートルから150メートルの高度にて時速100キロメートルで徘徊飛行を最大60分間実施できる。電子光学誘導によってターゲットの位置を特定すると、時速288キロメートルで急降下し、弾頭を爆発させる。
CH-901には、3.5キログラムの榴弾（high explosive warhead）, 破砕弾（fragmentation charge）、装甲貫通用の弾頭、偵察用のカメラを搭載可能である。また、波状攻撃も可能であり、群れのように敵を圧倒する能力もある。